# Senilizacija
Senilizacija (starenje stanovništva ili demografsko starenje) je proces povećanja udjela starijeg stanovništva u ukupnom stanovništvu određenog područja.
Označava proces starenja stanovništva, odnosno povećanje udjela starih uz istodobno smanjenje udjela mladih ljudi. Uobičajeno se kao granična vrijednost iznad koje započinje starenje uzima udio od 8% stanovništva u dobi 65 i više godina ili udio od 12% stanovništva u dobi 60 i više godina.